# Dornaza alfa

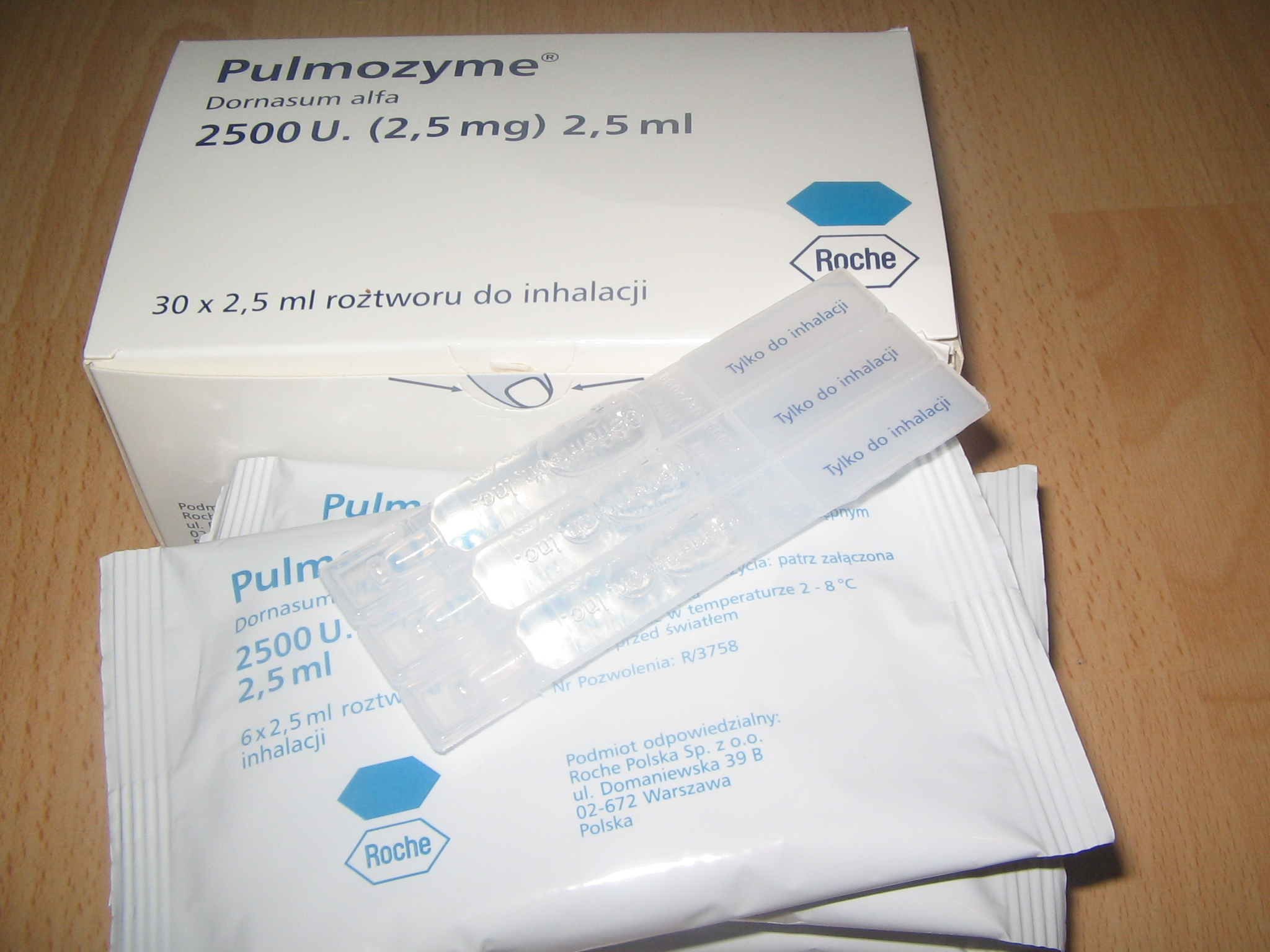
Opakowanie preparatu.

Dornaza alfa (łac. dornasum alfa) – lek stosowany w leczeniu mukowiscydozy o działaniu mukolitycznym. 

## Aktywność biologiczna
Jest to otrzymywana na drodze inżynierii genetycznej (rekombinacja DNA) glikoproteina złożona z 260 aminokwasów (masa cząsteczkowa 33–38 kDa). Ta deoksyrybonukleaza (enzym nukleolityczny) ma zdolność rozcinania pozakomórkowego DNA, w tym wypadku hydrolizuje DNA zawarte w plwocinie. Dornaza alfa zmniejsza lepkość plwociny chorych na mukowiscydozę, ułatwiając jej odkrztuszanie.
Lek stosuje się w postaci wziewnej w inhalacjach, wyłącznie przy użyciu zalecanego przez producenta inhalatora dyszowego. Dornaza alfa może być podawana równolegle z antybiotykami, lekami rozszerzającymi oskrzela, kortykosteroidami, enzymami i innymi lekami stosowanymi w mukowiscydozie.

## Wskazania
- leczenie mukowiscydozy u pacjentów z wartościami FVC (natężona pojemność życiowa) powyżej 40% normy w celu poprawy czynności płuc[2]

## Działania niepożądane
Dornaza alfa nie powoduje działań niepożądanych, występujących ≥1/1000 (bardzo często, często i niezbyt często). Rzadko występującymi działaniami niepożądanymi są: 
- przewlekłe zapalenie gardła
- chrypka
- przewlekłe zapalenie krtani
- ból w klatce piersiowej
- nadwrażliwość skórna